# Acanthopachylopsis spectabilis
Acanthopachylopsis spectabilis is een hooiwagen uit de familie Gonyleptidae. De wetenschappelijke naam van Acanthopachylopsis spectabilis gaat  terug op H. E. M. Soares & B. A. Soares.